# سیارک ۱۵۳۸۶
سیارک ۱۵۳۸۶ (به انگلیسی: 15386 Nicolini، نامگذاری:1997ST4) پانزده هزار و سیصد و هشتاد و ششمین سیارک کشف شده‌است که در ۲۵ سپتامبر ۱۹۹۷ کشف شد.
قدر مطلق سیارک برابر ۱۵٫۳۰ است.